# Грачёвка (Ставропольский край)
Грачёвка — село, административный центр Грачёвского района (муниципального округа) Ставропольского края России.

## Этимология
Происхождение топонима Грачёвка связано с тем, что берега реки Грачёвка, в долине которой расположено одноимённое село, служат местом отдыха перелётных грачей.

## География
Находится на реке Грачёвка в 35 км на северо-восток от Ставрополя.
Через село проходит федеральная автомобильная дорога Р216 Астрахань — Ставрополь.

## История
Основано в 1864 году семьями Горяиновых, Переверзевых и Москвитиных (по другим данным — в 1897 году). Первое поселение на месте села называлось в списках, как «Грачёвские хутора на реке Грачёвка», относились хутора к волостному селу Михайловскому.
В 1873 году на Грачёвском хуторе находилась казённая почтовая станция из восьми лошадей и оплатой 1025 рублей в год. Станцию содержал крестьянин Стефан Вахшин.
В 1916 году рядом с селом проложена железная дорога и основана железнодорожная станция Спицевка.
В 1918 году на Ставрополье начался процесс коллективизации, не получивший достаточного развития из-за гражданской войны. После окончательного установления советской власти в регионе стали создаваться коммуны и артели, организуемые бывшими красноармейцами. В 1924 году в Грачёвке была образована коммуна имени т. Будённого.
В 1970 году Грачёвка стала районным центром.
До 16 марта 2020 года село было административным центром упразднённого Грачёвского сельсовета.

## Население
| 1925  | 1926 | 1979  | 1989  | 2002  | 2010  | 2014  |
| ----- | ---- | ----- | ----- | ----- | ----- | ----- |
| 644   | ↗755 | ↗3623 | ↗5347 | ↗6238 | ↗6657 | ↘6600 |
| 2021  |      |       |       |       |       |       |
| ↘6435 |      |       |       |       |       |       |

Гендерный состав
По итогам переписи населения 2010 года проживали 3075 мужчин (46,19 %) и 3582 женщины (53,81 %).
Национальный состав
По данным переписи 2002 года в национальной структуре населения преобладают русские (87 %).
По итогам переписи населения 2010 года проживали следующие национальности (национальности менее 1 %, см. в сноске к строке "Другие"):
| Национальность | Численность | Процент |
| -------------- | ----------- | ------- |
| Русские        | 5581        | 83,84   |
| Армяне         | 447         | 6,71    |
| Чеченцы        | 77          | 1,16    |
| Осетины        | 72          | 1,08    |
| Другие         | 480         | 7,21    |
| Итого          | 6657        | 100,00  |

## Инфраструктура
- Дом культуры. Открыт 1 октября 1977 года[21]
- Центральная районная библиотека. Открыта 10 августа 1953 года[22].

Филиал — центральная детская библиотека. Открыта 15 августа 1975 года
- Центральная районная больница. Открыта 12 мая 1977 года[24]
- Физкультурно-оздоровительный комплекс «Лидер»[25]
- Центр молодёжи «Юность»[26]
- 2 общественных открытых кладбища площадью 44174 м² и 18074 м²[27]

## Образование
- Детский сад № 4. Открыт 19 октября 1982 года как сад-ясли № 20[21]
- Детский сад № 5. Открыт 18 ноября 1971 года[28] (по другим данным - открыт 2 ноября 1971 года как ясли-сад «Солнышко»[29])
- Детский сад № 6[30]
- Средняя общеобразовательная школа № 1[31]
- Вечерняя (сменная) общеобразовательная школа № 1[32]
- Детская музыкальная школа[33]
- Детско-юношеская спортивная школа[34]
- Центр детского творчества[35]

## Экономика
- Завод «Гидроагрегат»
- Грачёвский элеватор
- Грачёвское ДРСУ
- Грачёвскрайгаз
- ООО «Вега»
- ООО «Смак»
- ООО «ЭкоСтэп-СК». Производство по промышленной переработке автотракторных шин в резиновую крошку и изготовлению из неё тротуарной плитки, брусчатки и протекторных покрытий для детских и спортивных площадок
- Станция Спицевка СКЖД.

## Русская православная церковь
- Храм Иверской иконы Божией Матери[36].

## СМИ
- Общественно-политическая газета Грачёвского района «Вперёд»[37].

## Памятники
- Братская могила воинов, погибших в годы гражданской и Великой Отечественной войн. 1918—1920, 1942—1943, 1959 гг[38].